# Церква Архістратига Михаїла
Церква в ім’я Архістратига Михаїла (місцева назва: Михайлівська церква) — втрачена дерев’яна церква, що розташовувалася в селі Леньків. Існувала з середини XVII століття до початку 1930-х років.

## Історія
Церкву було побудовано в селі  Леньків між 1657–1670 роками  (точна дата не встановлена).
Церкву названо на честь Архангела Михаїла, який у християнській традиції — ангел-цілитель, згодом — захисник, патрон вояків і лицарів.
Поруч, але окремо від церкви було побудовано дзвіницю, дерев’яну, на кам’яному фундаменті. Рік побудови її, як і самої церкви невідомий.

## Архітектура
Церква дерев'яна на кам'яному фундаменті. Холодна. Однопрестольна з престолом в ім`я Архістратига Михаїла. Хрещата, п’ятизрубна, одноверха. За планом належить до групи хрещатих з виділеним центральним чотиригранником, до якого прирубано чотири менші чотиригранники.
Дуже архаїчна за архітектурними формами. 
Зруби стін рукавів — «кубічних» пропорцій. Зруб стін центральної дільниці вищий за зруби рукавів, теж «кубічних» пропорцій; його грані, орієнтовані по сторонах світу, безпосередньо переходять в грані невисокого, важкого по пропорціях світлового восьмерика. Вище об’єм центральної дільниці різко звужується і крутим заломом переходить в зовсім маленький другий, теж світловий восьмеричок, у якого висота ледве досягає половини його довжини. Завершує дільницю глухий ліхтар з главкою.
Рукава перекрито триспадистими наметовими дахами. Церква мала невеличкі, високо посаджені прямокутні вікна, щедро освітлена. Кожен рукав освітлюється 5 вікнами. В центральній дільниці в двох восьмериках прорізано по 8 вікон. Мала прості колонні ґанки перед трьома входами. Зруби ззовні були ошальовані дошками вертикально з нащільниками.

## Опис
Старанням парафіян церкву було оновлено 1821 року.
10 травня 1862 року, відомством Чернігівської єпархії було надано дозвіл на покриття церкви залізом. Для цього дозволено використати кошти з доходів церкви та продати привіски, якими на знак подяки за зцілення люди прикрашали образ Леньківської ікони Божої Матері «Спасителька потопаючих».
Станом на 1915 рік церковне начиння було посереднє, однак ризниця вкрай бідна.

## Церковні володіння
Церкві Архістратига Михаїла належала земля, що була їй надано на ругу в кількості 30 десятин орної землі та 3 десятин під городину. Орна земля як і земля під городину, знаходилася поміж яруг, на піщаних пагорбах, та була бідна за своїм складом. Земля здавалася в оренду та приносила середній дохід 50 рублів на рік, при цьому земля під городину не була орна.
Окремого будинку для церковнослужителів не було, як і приписаних та домових церков.

## Чудотворна ікона
У храмі була чудотворна ікона Пресвятої Богородиці, названа Леньківською іконою Божої Матері «Спасителька потопаючих», яка була перенесена з церкви Пресвятої Богородиці, після 1604 року.

## Духівництво
| Рік       | Священник | Дяк                                                                | Паламар (пономар)                                      |
| --------- | --- | ------------------------------------------------------------------ | ------------------------------------------------------ |
| 1670      | Іван | -                                                                  | -                                                      |
| 1692      | Степан Іванович | -                                                                  | -                                                      |
| 1718      | Іван Авксентійович, Степан Йосипович Корейша                                                                       | -                                                                  | -                                                      |
| 1721      | Іван Авксентійович, Степан Йосипович Корейша                                                                       | Мартин Антонович Горбач (Барабаш, Варакса)                         | Григорій Новогроцький                                  |
| 1732      | Іван Авксентійович                                                                                                 | Мартин Антонович Горбач (Барабаш, Варакса)                         | Пилип Флорович ?                                       |
| 1740      | Іван Авксентійович, Степан Йосипович Корейша                                                                       | Михайло Іванович ?                                                 | Василь Васильович ?                                    |
| 1742      | Степан Йосипович Корейша, Афанасій Йосипович Кондратцькій                                                          | Григорій Єрофійович Кончіловський                                  | Григорій Іванович ?, Іван Афанасійович ?               |
| 1745      | Афанасій Йосипович Кондратцькій                                                                                    | Петро Акімович ?                                                   | Іван Афанасійович ?                                    |
| 1748      | Афанасій Йосипович Кондратцькій                                                                                    | Петро Акімович ?                                                   | Василь Іванович ?                                      |
| 1753      | Афанасій Йосипович Кондратцькій                                                                                    | Іван Дем`янович ? Михайло Трохимович ?                             | Антон ? ?, Мирон Наумович ?, Іван Афанасійович ?       |
| 1757      | Афанасій Йосипович Кондратцькій, Йосип Степанович Корейша                                                          | -                                                                  | Іван Данилович ?, Михайло Трохимович ?, Семен Якович ? |
| 1764      | Афанасій Йосипович Кондратцькій, Йосип Степанович Корейша                                                          | Василь Іванович ?                                                  | Єфим Іванович ?, Іван Петрович ?                       |
| 1777      | Афанасій Йосипович Кондратцькій, Іван Данилович Петрусенко, Акім Андрійович Тернавський                            | Яків Карпович Білоєзерський                                        | Ілля Олексійович ?                                     |
| 1782      | Іван Данилович Петрусенко, Акім Андрійович Тернавський                                                             | Яків Карпович Білоєзерський                                        | Іван Кузьмович Карпінський, Петро Федорович ?          |
| 1785      | Іван Данилович Петрусенко, Акім Андрійович Тернавський                                                             | Яків Карпович Білоєзерський                                        | -                                                      |
| 1786      | Іван Данилович Петрусенко, Акім Андрійович Тернавський                                                             | Яків Карпович Білоєзерський                                        | -                                                      |
| 1789      | Іван Данилович Петрусенко, Акім Андрійович Тернавський                                                             | Яків Карпович Білоєзерський                                        | -                                                      |
| 1791      | Іван Данилович Петрусенко, Акім Андрійович Тернавський                                                             | Яків Карпович Білоєзерський                                        | Іван Кузьмович Карпінський, Петро Федорович ?          |
| 1792      | Іван Данилович Петрусенко, Акім Андрійович Тернавський                                                             | Яків Карпович Білоєзерський                                        | Петро Федорович ?                                      |
| 1794      | Акім Андрійович Тернавський                                                                                        | Яків Карпович Білоезерський                                        | Петро Федорович ?                                      |
| 1795      | Акім Андрійович Тернавський                                                                                        | -                                                                  | -                                                      |
| 1798      | Акім Андрійович Тернавський                                                                                        | -                                                                  | -                                                      |
| 1801      | тимчасові с. Форостовичі - Павел та Федір Корейші                                                                  | -                                                                  | -                                                      |
| 1805      | Семен Тернавський                                                                                                  | -                                                                  | -                                                      |
| 1811-1816 | Василь Жураківський                                                                                                | -                                                                  | -                                                      |
| 1819      | Василь Жураківський                                                                                                | Яків Тросницький                                                   | Олександр Іванович Полуянов                            |
| 1830      | Василь Жураківський                                                                                                | Олександр Іванович Полуянов                                        | Прокоп Якович Короткевич                               |
| 1836-1840 | Наум Степанович Калиновський                                                                                       | Олександр Іванович Полуянов                                        | Прокоп Якович Короткевич                               |
| 1845      | Наум Степанович Калиновський - до своєї смерті 29 грудня 1867 року (ст. стилю)                                     | Олександр Іванович Полуянов                                        | Андрій Олександрович Полуянов                          |
| 1868      | тимчасовий с. Мамекине - Степан Корейша, з серпня - Іван Чістілін                                                  | Іван Іванович Трощановський                                        | Степан Кібальчич                                       |
| 1870      | Іван Чістілін | Іван Іванович Трощановський                                        | Степан Кібальчич                                       |
| 1871      | Іван Чістілін | Іван Іванович Трощановський                                        | Степан Кібальчич                                       |
| 1872      | Іван Чістілін | Іван Іванович Трощановський †13.02.1872, з лютого Степан Кібальчич | Степан Кібальчич, до лютого                            |
| 1873      | Іван Чістілін, з червня тимчасовий с. Смяч - Капітон Россинський, з жовтня - Степан Корейша                        | Степан Кібальчич, з травня - Петро Петровський                     | -                                                      |
| 1874-1878 | Степан Корейша | Петро Петровський                                                  | -                                                      |
| 1879      | Степан Корейша, з грудня - Іван Іванович Маньковський                                                              | Петро Петровський                                                  | -                                                      |
| 1880      | Іван Іванович Маньковський                                                                                         | Петро Петровський                                                  | -                                                      |
| 1881      | Іван Іванович Маньковський                                                                                         | Петро Петровський, з грудня - Іван Рачинський                      | -                                                      |
| 1882-1885 | Іван Іванович Маньковський                                                                                         | Іван Рачинський                                                    | -                                                      |
| 1899      | Микола Каліновський, з березня тимчасовий с. Смяч - Іван Зебницький, з вересня - Гаврило Туткевич                  | Григорій Кисілевич                                                 | -                                                      |
| 1900      | Гаврило Туткевич, з квітня - Олексій Померанцев                                                                    | Григорій Кисілевич                                                 | -                                                      |
| 1901-1902 | Олексій Померанцев                                                                                                 | Григорій Кисілевич                                                 | -                                                      |
| 1903      | Олексій Померанцев, з квітня тимчасові - Олександр Соколов та Григорій Калиновський, з червня - Олександр Тростнін | Григорій Кисілевич                                                 | -                                                      |
| 1904      | Олександр Тростнін                                                                                                 | Григорій Кисілевич                                                 | -                                                      |

## Церковні старости
Церковний староста обирався парафіянами на 3 роки, за згодою духовенства й затверджувався на посаді єпархіальним архієреєм. Спочатку обов’язок церковного старости складався з придбання свічок і зберігання церковної каси, потім старости стали відати ремонтом храму, збором пожертвувань, дотриманням порядку й управлінням майна церкви. Будинок церковного старости був звільнений від військового постою, а він сам — від усіх нарядів і робіт. Церковні старости звільнялися від тілесних покарань. Старостою не міг стати особа до 25 років та духовного звання. Церковний староста повинен був усвідомлювати всю свою відповідальність, як піклувальника храму. Важливість функцій старости проявлялась у формі присяги, яка стала обов’язковою з 1890 р. Текст вимовили перед хрестом і євангелієм, тим самим підкреслюючи всю серйозність взятого на себе служіння на славу Божу.
В історичних документах, що вціліли, зафіксовано лише декілька прізвищ церковних старост церкви Архістратига Михаїла.
1753 року, церковним старостою був мешканець села Леньків Мартин Антонович Варакса (він же Горбач, він же Барабаш).
1863 року, на новий трирічний термін обраний старостою мешканець села Леньків Єфим Герасимович Шурига.
21 травня 1899 року, на трирічний термін обраний старостою мешканець села Леньків Федір Васильович Наумець, який постійно переобирався на новий трирічний термін, аж до закриття церкви на початку 1920-х років. 1909 року,  мешканець села Леньків, церковний староста Федір Васильович Наумець за свою діяльність нагороджений срібною медаллю з написом «За старанність», для носіння її на шиї зі Станіславською стрічкою.

## Парафія (релігійна громада)
До парафії церкви належали села Леньків, Киселівка, Кролевець-Слобідка, хутори Стожевського, Плаксин, Леньківський, Красіовка.
Згідно з даними сповідних розписів, метричних книг, клірових відомостей та історичних даних зафіксована така кількість парафіян:
| Рік     | 1740 | 1742 | 1745 | 1748 | 1753 | 1757 | 1770 | 1777 | 1790 | 1791 | 1792 | 1794 |
| ------- | ---- | ---- | ---- | ---- | ---- | ---- | ---- | ---- | ---- | ---- | ---- | ---- |
| Чоловік | 181  | 268  | 280  | 286  | 318  | 328  | 337  | 322  | 296  | 287  | 292  | 266  |
| Жінок   | 177  | 271  | 273  | 278  | 303  | 326  | 328  | 325  | 320  | 297  | 309  | 261  |
| Всього  | 358  | 539  | 553  | 564  | 621  | 654  | 665  | 647  | 616  | 584  | 611  | 527  |

| Рік     | 1810 | 1830 | 1850 | 1859 | 1860 | 1902 | 1915 |
| ------- | ---- | ---- | ---- | ---- | ---- | ---- | ---- |
| Чоловік | 302  | 315  | 318  | 273  | 273  | 441  | 546  |
| Жінок   | 310  | 328  | 337  | 298  | 266  | 456  | 527  |
| Всього  | 612  | 643  | 655  | 571  | 539  | 897  | 1073 |

## Школа, богадільня (шпиталь), церковно-приходське піклування
Під час Рум’янцевського опису українських земель (1765 — 1769 років) зафіксовано діяльності при церкві Архістратига Михаїла школи і шпиталю. Вчителювали в школі дяк із двома пономарями.
У 1866 році парафіянами церкві відкрито церковно-приходське піклування, які за рішенням Синоду в 1864 році, утворювалися для того, щоби дбати про упорядкування та добробут парафіяльної церкви, допомагати причту в господарських цілях, організації початкового навчання для дітей парафіян і про благодійність щодо бідних парафіян.

## Церковний дохід
Дохід церкви Архістратига Михаїла, як і більшості церков поділявся на свічний дохід (від продажу свічок), дохід від пожертви та зароблених коштів.
Через недбале ставлення єпархіального церковного керівництва до малих церков, закриття самостійної парафії церкви Архістратига Михаїла в 1873 році, та політика необхідності надання коштів із доходів церкви на різні потреби, відповідно до вказівок та відомостей вищого духовного керівництва та царського уряду, сприяло зубожінню церкви.
Історично зафіксований дохід церкви наприкінці 19, початку 20 століття в таких сумах.
| Рік               | 1896   | 1897   | 1898   | 1899   | 1900   | 1901   | 1902   |
| ----------------- | ------ | ------ | ------ | ------ | ------ | ------ | ------ |
| рублів та копійок | 163,87 | 256,35 | 372,97 | 339,78 | 211,20 | 305,80 | 153,71 |

## Історичні відомості
Року 1670 Федір Черняк, житель села Ленькова наказав перед смертю своєю, щоб за душу його молилися, віддати ниву о. Іоанну священнику леньківскому.
На євангелії московського друку 1690 року написано: «я раб Божий Яків Кірєєв - сотні новгородської з дружиною моєю Параскевією Пахомівною, з дітьми нашими, купив цю книгу за певної суму і подав до храму Архістратига Михаїла в селі Ленькові, - за священника о. Стефана Івановича, року Божого 1760 липня 26».
На євангелії 1748 року напис: «1751 року жовтня 7 дня куплено це євангеліє в Москві ігуменом Силою Германовськім за 4 р. 60 к. з написом його до церкви Архістратига Михаїла - в село Леньків, в церкві якої є ікона чудотворна Пресвятої Богородиці, що зберігає його і всякий будинок його від бід і хвороб, душевних і тілесних; за порятунок душ рабів Божих, преосвященних архієреїв Лазаря, Феодосія, Іоана, Антонія, Родіона, Іларіона, Амвросія, ієрея Іоана і всіх родичів і благодійників».
1798 року служба в церкві Архістратига Михаїла не здійснювалася. Священник Акім Андрійович Тернавський службу здійснював у храмі Святого Миколая, села Мамекине. Історично невідомо з яких причин. Можливо, здійснювався ремонт церкви.

## Руйнація
Церкву було зруйновано в ході радянської кампанії проти релігійних установ після 1930 року.

## Галерея

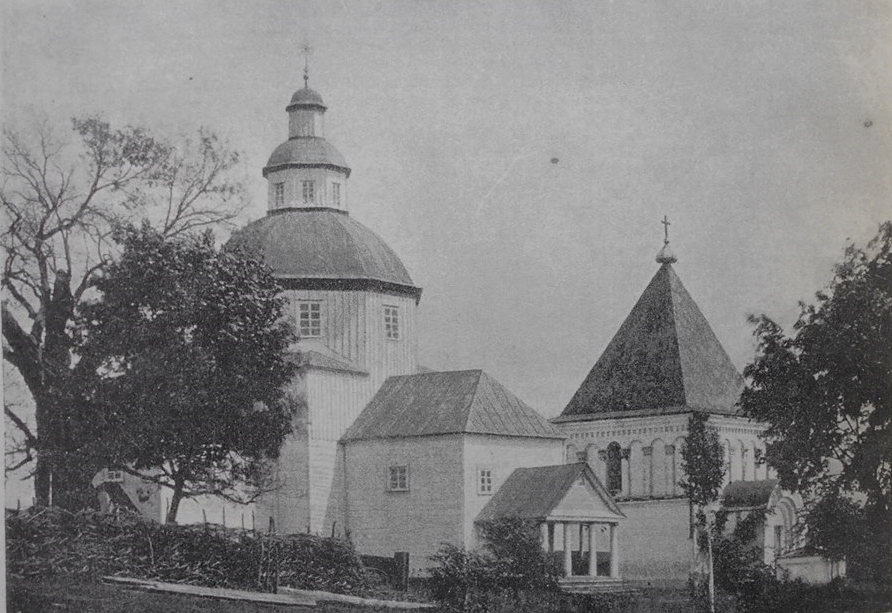
Церква Архістратига Михаїла. Зовнішній вигляд з північного заходу.
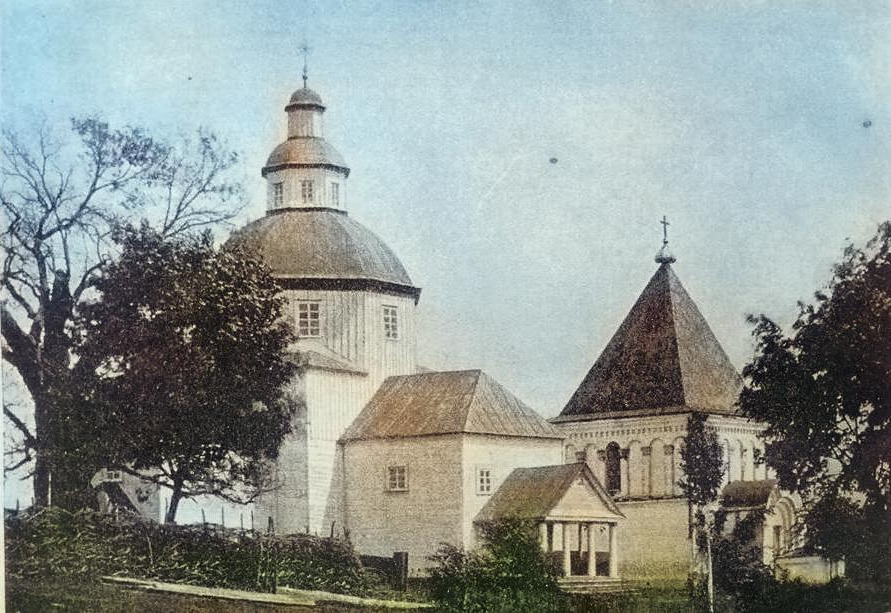
Церква Архістратига Михаїла. Зовнішній вигляд з північного заходу. Кольорова реконструкція. Варіант 1.
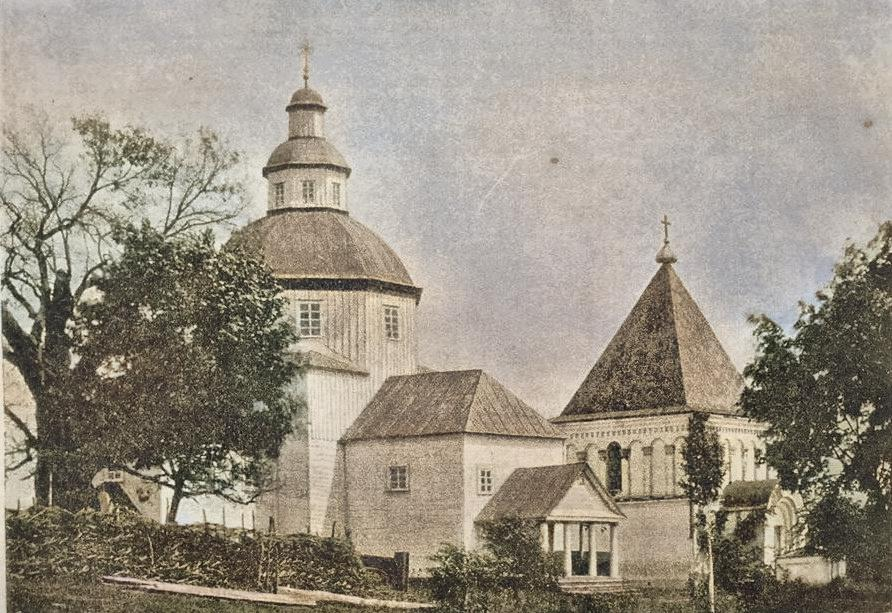
Церква Архістратига Михаїла. Зовнішній вигляд з північного заходу. Кольорова реконструкція. Варіант 2.
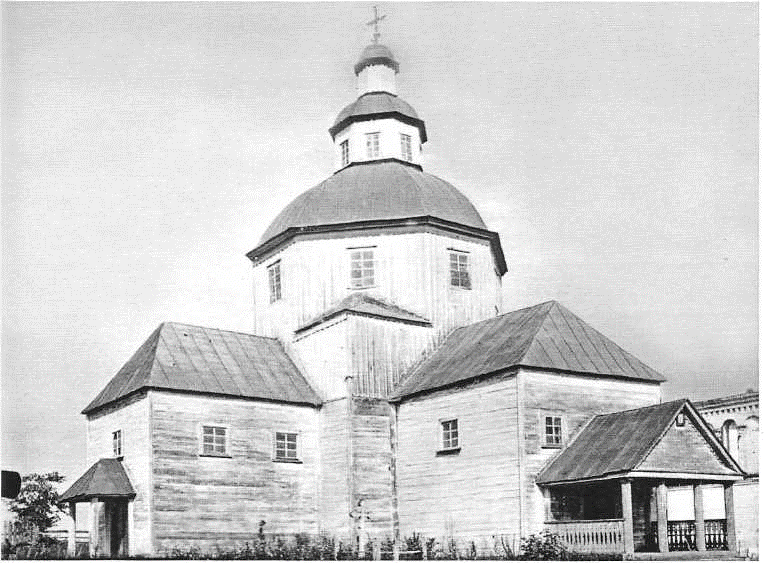
Церква Архістратига Михаїла. Зовнішній вигляд з північного заходу. Світлина П. Жолтовського. 1930 р.
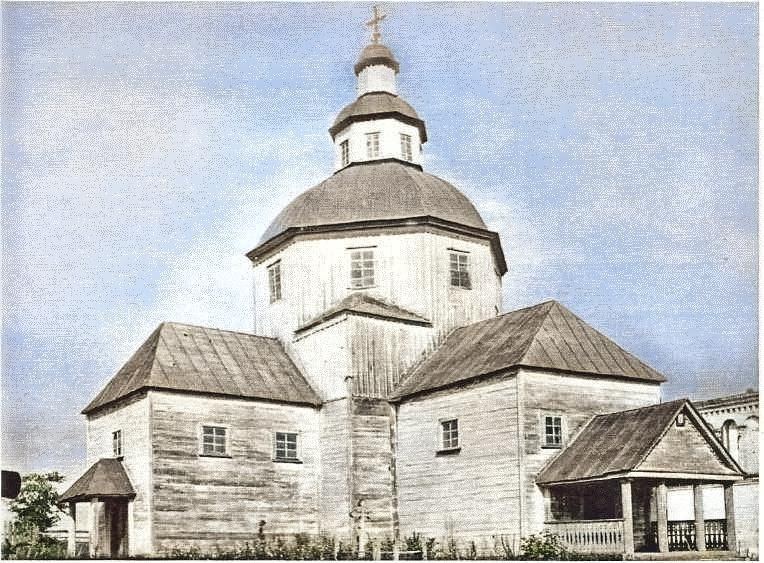
Церква Архістратига Михаїла. Зовнішній вигляд з північного заходу. Світлина П. Жолтовського. 1930 р. Кольорова реконструкція. Варіант 1.
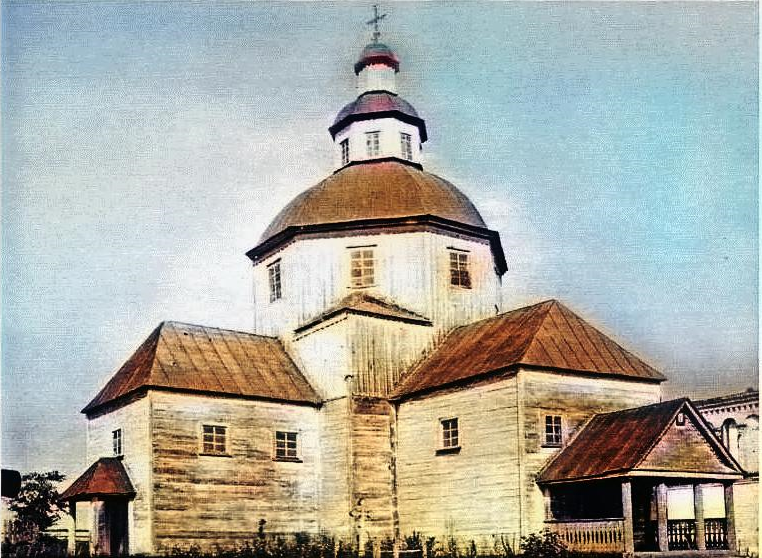
Церква Архістратига Михаїла. Зовнішній вигляд з північного заходу. Світлина П. Жолтовського. 1930 р. Кольорова реконструкція. Варіант 2.
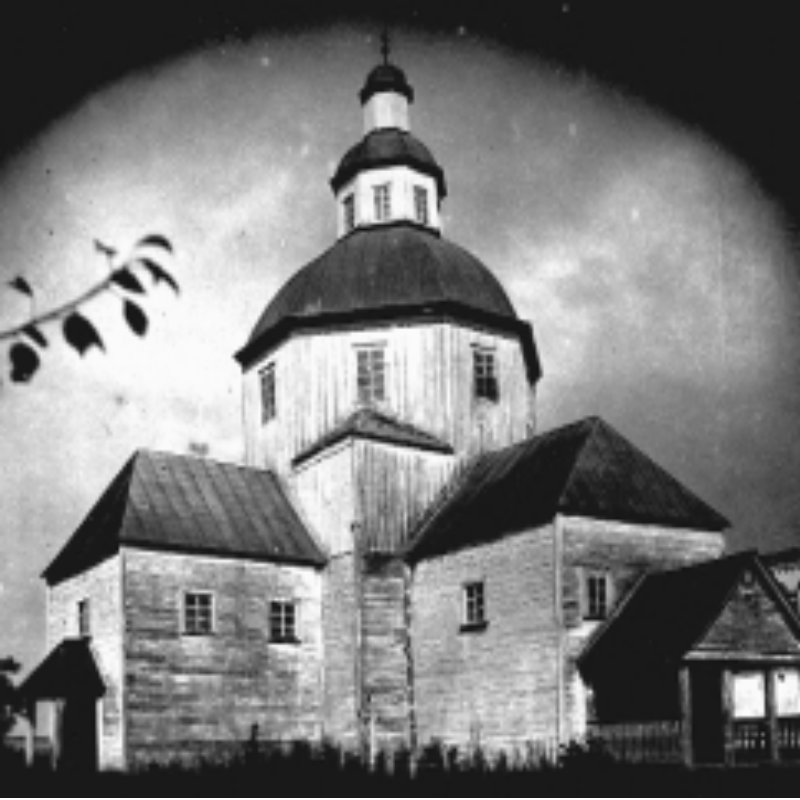
Церква Архістратига Михаїла. Фото П. Жолтовського. 1930 р.